# Miquel Cabotà Serra
Miquel Cabotà Serra (1892? - Palma, 26 de febrer de 1918) fou un jove militant socialista mallorquí.
Va participar en la revolta de les subsistències a Palma (Mallorca) del 18 de febrer de 1918. La guàrdia civil carregà en el Passeig Sagrera contra una manifestació de dones i fills d'obrers i de picapedrers en vaga que demanaven carbó i saquejaren els sacs de farina, patates i carbó situat al moll de Palma i que havia arribat d'Eivissa. Els manifestants llençaren pedres contra la guàrdia civil i aquests dispararen les armes, ferint l'obrer Miquel Cabotà Serra i la vídua Humbert quan tancava les persianes de la seva casa. Algunes dones li arrabassen la camisa tacada de sang i la branden com a bandera cridant Mort al governador alhora que es convoca una vaga a la ciutat.
Miquel Cabotà va morir la nit del 26 de febrer a conseqüència de les ferides. La seva mort va provocar una manifestació de protesta a Palma en la que hi participaren 5.000 persones, encapçalades pel líder socialista Llorenç Bisbal i Barceló i el regidor republicà Francesc Villalonga Fàbregues. La Cambra de Comerç de Palma es va afegir a les protestes i com a conseqüència el governador civil de les Illes Balears va dimitir el 28 de febrer.